# Militära grader i Polen

## Armén sedan 2004

### Officerskåren
| NATO-kod | OF-9    | OF-8            | OF-7            | OF-6            | OF-5      | OF-4            | OF-3  | OF-2    | OF-1      | OF-1         |
| -------- | ------- | --------------- | --------------- | --------------- | --------- | --------------- | ----- | ------- | --------- | ------------ |
|          |         |                 |                 |                 |           |                 |       |         |           |              |
|          | Generał | Generał broni   | Generał dywizji | Generał brygady | Pułkownik | Podpułkownik    | Major | Kapitan | Porucznik | Podporucznik |
|          | General | Generallöjtnant | Generalmajor    | Brigadgeneral   | Överste   | Överstelöjtnant | Major | Kapten  | Löjtnant  | Fänrik       |

### Underofficerskåren
| NATO-kod | OR-9                     | OR-8            | OR-8       | OR-8            | OR-7             | OR-6            | OR-5      | OR-4           | OR-3        |
| -------- | ------------------------ | --------------- | ---------- | --------------- | ---------------- | --------------- | --------- | -------------- | ----------- |
|          |                          |                 |            |                 |                  |                 |           |                |             |
|          | Starszy chorąży sztabowy | Starszy chorąży | Chorąży    | Młodszy chorąży | Starszy sierżant | Sierżant        | Plutonowy | Starszy kapral | Kapral      |
|          | Regementsförvaltare      | Förvaltare      | Förvaltare | Förvaltare      | Fanjunkare       | Förste sergeant | Sergeant  | Korpral        | Vicekorpral |

### Manskapskåren
| NATO-kod | OR-2              | OR-1      |
| -------- | ----------------- | --------- |
|          |                   |           |
|          | Starszy szeregowy | Szeregowy |
|          | Menig 1kl         | Menig     |

## Armén 1919-1925

Kapitan, Rotmistrz Kapten, Ryttmästare
Porucznik Löjtnant
Podporucznik Underlöjtnant
Chorąży Fänrik

Starszy szeregowy, Starszy ulan, Bombardier Vicekorpral, Vicekonstapel
Szeregowy, Ulan, Kanonier Menig

Marszałek polski Fältmarskalk
Generał broni General
Generał dywizji Generallöjtnant
Generał brygady Generalmajor

Pułkownik Överste
Podpułkownik Överstelöjtnant
Major Major

- Kapitan, Rotmistrz
Kapten, Ryttmästare
- Porucznik
Löjtnant
- Podporucznik
Underlöjtnant
- Chorąży
Fänrik [a]

Podchorąży Kadettfanjunkare (eg. "Underfänrik") [b]
Starszy sierżant, Starszy wachmistrz, Starszy ogniomistr Fanjunkare, Styckjunkare
Sierżant, Wachmistrz, Ogniomistr Sergeant
Plutonowy Furir
Kapral Korpral, Konstapel

- Starszy szeregowy, Starszy ulan, Bombardier
Vicekorpral, Vicekonstapel
- Szeregowy, Ulan, Kanonier
Menig

1. ↑  Denna grad var 1919-1923 den lägsta officersgraden. I mitten av 1922 upphörde utnämningen av underofficerare till denna grad och redan utnämnda betraktades därefter som tillhörande underofficerskåren.
2. ↑  Denna grad avskaffades 1922.

- Källa: [1]